# عانص (حبيش)

تعديل مصدري - تعديل

عانص هي إحدى قرى عزلة بني الضاحتين بمديرية حبيش التابعة لمحافظة إب، بلغ تعداد سكانها 156 نسمة حسب تعداد اليمن لعام 2004.